# Corvus imparatus
Corvus imparatus е вид птица от семейство Вранови (Corvidae).

## Разпространение
Видът е разпространен в Мексико и САЩ.